# Etsi multa luctuosa
Etsi multa luctuosa, negdje i kraće Etsi multa, enciklika je koju je papa Pio IX. objavio 21. studenoga 1873. i koja se bavi stanjem Katoličke Crkve u Italiji, Njemačkoj i Švicarskoj.
U enciklici se navodi kako su u to vrijeme protiv Crkve vođene tri velike kampanje:
- Kulturna borba (njem. Kulturkampf) u Njemačkom Carstvu, kojim su njemačke vlasti nastojale ograničiti utjecaj Katoličke crkve.[1]
- Potiskivanje papinskih institucija u Kraljevini Italiji nakon ujedinjenja zemlje, osobito ukidanje Papinske Države. Nakon zauzimanja Rima 1870. godine, grad je zajedno s teritorijem Papinske Države pripojen novoj Kraljevini Italiji.[1] Nova talijanska vlast tada je konfiscirala imovinu Papinskog sveučilišta Gregoriane te njegove zgrade prenamijenila u gimnaziju i licej "Ennio Quirino Visconti".[2]
- Antiklerikalni pokret u Švicarskoj, izražen kroz sljedeće poteze:[1]
  - protjerivanje kardinala Gasparda Mermilloda, apostolskog vikara Ženeve;[3]
  - uvođenje narodnog izbora katoličkih svećenika u Ženevi te nametanje prisege koja je bila neprihvatljiva za Svetu Stolicu;
  - uvođenje protukatoličkih zakona u švicarskim kantonima Solothurn, Bern, Basel-Landschaft, Aargau i Zürich;
  - progone katoličkih svećenika u području Jurskog gorja.

Osim toga, enciklika je osudila i slobodno zidarstvo, smatrajući je glavnim pokretačem i uzročnikom tih napada na Katoličku Crkvu. Slobodno zidarstvo je u tekstu okarakterizirano kao "Sinagoga Sotonina", što je izraz preuzet iz Knjige Otkrivenja.